# 에어 콘트롤
《에어 콘트롤》(영어: Pushing Tin)은 미국에서 제작된 마이크 뉴얼 감독의 1999년 코미디 드라마 영화이다. 존 큐색, 빌리 밥 손턴, 케이트 블란쳇, 앤젤리나 졸리, 제이크 웨버 등이 출연하였고, 아트 린슨 등이 제작에 참여하였다.

## 줄거리
뉴욕 접근 관제 센터(TRACON)에 근무하는 닉은 항공 교통관제사라는 자부심을 갖고 일한다. 어느 날 닉은 새로 합류한 노련한 러셀이 일부러 활주로에 서있다가 착륙하는 상업 여객기가 일으키는 항적난기류에 떠밀려 공중을 날다가 바닥에 떨어지는 장면이 찍힌 영상을 보게 된다.
그 후 닉은 슈퍼마켓에서 훌쩍이는 러셀의 아내 메리를 마주쳐 달래주다가 하룻밤 관계를 갖는다. 메리는 러셀에게 이를 바로 털어놓고, 닉은 러셀이 보복할까봐 두려워하지만 러셀은 평온한 반응을 보인다. 아내 코니가 러셀에게 흥미를 보이자 닉은 러셀이 복수로 코니와 관계를 가질지도 모른다는 피해망상에 사로잡힌다.
코니의 아버지 장례식에서 코니가 바람을 피운 적이 있냐고 묻자 닉은 이를 시인한다. 뉴욕으로 돌아가는 비행기 안에서 코니는 자신도 러셀과 잤다며 냉소적으로 잠자리 얘기를 늘어놓는다. 곧 비행기가 이상하게 방향을 틀자 닉은 러셀이 자신을 겁박하려는 것이거나 그게 아니면 미쳐서 일부러 비행기를 폭풍 속에 몰아넣고 있다고 여기고 겁을 먹는다.
닉은 러셀에게 따져물으려고 접근 관제 센터를 찾아가는데, 마침 센터에 폭파 위협 전화가 걸려온다. 모두 대피하는 가운데 닉과 러셀이 26분 안에 비행기들을 전부 착륙시키는 일에 자원한다. 무선 연락이 끊긴 한 대만 남았을 때 닉은 건물 밖으로 나서지만 러셀은 남아서 승객용 무선 전화(Airfone)로 해당 비행기의 승객과 통화를 시도한다. 러셀은 영웅으로 칭송을 받고, 협박은 장난으로 판명된다.
러셀은 갑자기 일을 그만 두고 메리와 콜로라도주로 이주한다. 코니는 닉을 떠나고, 닉은 낮은 업무 성과를 보인다. 한 교대 근무 시간 중 공중 충돌을 두 번이나 일으킬 뻔 한 뒤 닉은 집에 보내진다. 닉은 러셀이 자신이 탄 비행기에 여상치 않은 우회를 시켰던 이유가 승객에게 긴급 의료 상황이 발생한 다른 비행기에게 길을 내주기 위해서였음을 알게 되자 러셀을 찾아간다. 닉이 엉망이 된 삶을 되돌릴 방법에 대해 조언을 구하자 러셀은 닉을 활주로로 데려가 항적난기류에 휘말리는 경험을 하게 한다. 효과를 본 닉은 뉴욕으로 돌아가 예전처럼 실적을 내기 시작하고 코니와도 화해한다.

## 출연진
- 존 큐색 - 닉 "더 존" 팰존 역
- 빌리 밥 손턴 - 러셀 벨 역
- 케이트 블란쳇 - 코니 팰존 역
- 앤젤리나 졸리 - 메리 벨 역
- 제이크 웨버 - 배리 플롯킨 역
- 커트 풀러 - 에드 클레이브스 역
- 비키 루이스 - 티나 리리 역
- 맷 로스 - 론 휴잇 역
- 마이크 오맬리 - 피트 역
- 닐 크론 - 톰 역
- 맷 고든 - 켄 역
- 존 캐럴 린치 - 닥터 프리즈 역
- 키어스틴 워런 - 캐런 역

## 기타 제작진
- 배역: 엘런 체노웨스
- 미술: 브루노 루비오
- 의상: 마리실비 더보

## 우리말 녹음
MBC 성우진 (2004년 6월 18일)
- 안지환 - 닉(존 큐색)
- 박지훈 - 러셀(빌리 밥 손턴)
- 윤소라 - 코니(케이트 블란쳇)
- 이선 - 메리(앤젤리나 졸리)
- 박태호
- 김명수
- 이성
- 권혁수
- 변종필
- 김호성
- 엄현정
- 이철용
- 최석필
- 최한
- 문남숙
- 박신희
- 방성준
- 이원찬
- 정재헌
- 조현정